# Choeroparnops similis
Choeroparnops similis är en insektsart som beskrevs av Max Beier 1949. Choeroparnops similis ingår i släktet Choeroparnops och familjen vårtbitare. Inga underarter finns listade i Catalogue of Life.